# هیدروکسید کبالت (II)
هیدروکسید کبالت(II) (به انگلیسی: Cobalt(II) hydroxide) با فرمول شیمیایی Co(OH)۲ یک ترکیب شیمیایی با شناسه پاب‌کم ۱۰۱۲۹۹۰۰ است. که جرم مولی آن 92.948 g/mol می‌باشد. شکل ظاهری این ترکیب، پودر قرمز یا پودر سبز و مایل به آبی است.